# Самшит мелколистный
Самши́т мелколистный (лат. Buxus microphylla) — растение семейства Самшитовые, рода Самшитов, произрастающее в Японии и Тайване.

## Ботаническое описание
Вечнозелёный карликовый кустарник, с маленькими, блестящими на вид листьями. Достигает в высоту 1,5 м.
Листья — супротивные, от эллиптических до почти округлых, цельнокрайные, кожистые, длиной 0,5-2,5 см
Цветки мелкие, однополые, в пазушных соцветиях, ароматные.
Плод — трёхгнёздная коробочка, которая при созревании растрескивается и разбрасывает чёрные блестящие семена.

## Использование
Как и другие деревья из рода самшитов часто используется в садово-парковой декорации и создании различные фигур топиаров. В частности в Японии применяется в выращивании карликовых деревьев бонсай. Древесина самшита очень тверда, поэтому из неё изготавливаются подверженные истиранию предметы обихода: украшения, статуэтки, фишки для игры в сёги, личные печати ханко и многое другое.

## Подвиды
Выделяют три подвида:
- Buxus microphylla var. japonica  – Самшит мелколистный японский
- Buxus microphylla var. microphylla
- Buxus microphylla var. tarokoensis